# Pseudicius kulczynskii
Pseudicius kulczynskii är en spindelart som beskrevs av Josef Nosek 1905. Pseudicius kulczynskii ingår i släktet Pseudicius och familjen hoppspindlar. Inga underarter finns listade i Catalogue of Life.